# Проходи (Сумський район)
Прохо́ди — село в Україні, у Краснопільській селищній громаді Сумського району Сумської області. Населення становить 62 осіб. До 2018 орган місцевого самоврядування — Тур'янська сільська рада.

## Географія
Село Проходи розташоване в місцині, де беруть початок річки Прикіл, Грязний, Сухий та Удава. Село межує з кордоном Росією. На відстані 1.5 км розташоване село Мар'їне, за 2.5 км — селище Миропільське та село Тур'я.

## Історія
Село постраждало внаслідок геноциду українського народу, проведеного урядом в СССР 1932—1933 та 1946–1947 роках.
12 червня 2020 року, відповідно до розпорядження Кабінету Міністрів України № 723-р «Про визначення адміністративних центрів та затвердження територій територіальних громад Сумської області», село увійшло до складу Краснопільської селищної громади.
19 липня 2020 року, в результаті адміністративно-територіальної реформи та ліквідації Краснопільського району, увійшло до складу новоутвореного Сумського району.